# Guldkorn Expressen
Guldkorn Expressen, scritto anche Guldkornexpressen, è un videogioco del 1991 per i computer Amiga, Commodore 64 e MS-DOS, sviluppato dall'azienda danese Silverrock e pubblicato dall'azienda alimentare scandinava OTA e dalla SuperSoft. In Svezia venne pubblicato con il titolo Kalas Puffs Expressen, almeno per Amiga e Commodore 64. Si tratta di un gioco pubblicitario (advergame) dei fiocchi di cereali al miele Sugar Puffs, chiamati Guldkorn ("grano d'oro") in Danimarca e Kalas Puffar ("fiocchi festosi") in Svezia. Il giocatore controlla un treno per il trasporto dei cereali guidato dall'orso Puff, storica mascotte del prodotto. La scena è tratta dalla pubblicità televisiva di quei tempi dei Guldkorn e dei Kalas Puffar, che era un cartone animato.
La versione Commodore 64 uscì soltanto su cartuccia ed è il secondo di tre giochi su cartuccia realizzati dalla Silverrock, insieme a Skærmtrolden Hugo e Harald Hårdtand. Di questi, Guldkorn Expressen è particolarmente raro nell'ambito del collezionismo; nel 2005 era nota l'esistenza di una sola copia completa della confezione originale.

## Modalità di gioco
Si controlla un treno, che all'inizio di ogni livello è costituito solo dalla locomotiva a vapore. Il treno è guidato dall'orso Puff e un'ape aiutante lo segue sempre volando. L'ambiente di gioco è bidimensionale, con visuale di profilo, a scorrimento orizzontale. I binari presentano ripide salite e discese e in alcuni punti si dividono, tramite scambi, in due o più binari situati ad altezze diverse. Il treno parte dall'estremità destra di ogni livello ed è sempre rivolto verso sinistra, ma può viaggiare in entrambi i versi, accelerando e decelerando a varie velocità; per superare una salita può essere necessario prendere la rincorsa. Ci sono vari ostacoli contro i quali ci si può schiantare se si va veloci e perdere una vita.
L'obiettivo di ogni livello è trasportare alla destinazione un carico di cereali al miele. Per prima cosa si devono raggiungere i vagoni vuoti, sparsi per lo scenario, e agganciarli dietro; ci sono in tutto tre vagoni su Amiga e DOS e uno solo su Commodore 64. Quindi è possibile raccogliere le varie scatole di Guldkorn (o Kalas Puffar nella versione svedese) che si trovano sparse lungo i binari; su Amiga e DOS ogni vagone può portare solo fino a quattro scatole. Ai cereali, versati nei vagoni aperti, si deve aggiunge il miele, facendolo gocciolare da un apposito serbatoio rialzato. Infine bisogna portare i cereali all'estremità sinistra dello scenario, dove vengono scaricati in una scatola gigante, come avveniva nella pubblicità televisiva.
Per superare i vari ostacoli si devono compiere altre azioni specifiche. L'ape può essere attivata all'occorrenza e quindi controllata direttamente dal giocatore, volando liberamente in tutte le direzioni, ma rimanendo nella stessa schermata del treno. I compiti dell'ape sono commutare le leve degli scambi ferroviari e aprire il rubinetto del serbatoio del miele.
Quando i binari sono ostruiti da una roccia, Puff la può eliminare lanciandole un candelotto di dinamite, ma le scorte di dinamite devono prima essere trovate e raccolte. 
Per superare gli alberi caduti si deve far fare un salto con rincorsa all'intero treno, altra scena tratta direttamente dalla pubblicità.
Infine si possono incontrare dei cumuli di terra, da rimuovere facendo scendere Puff dal treno per scavarli con una pala.